# Валья (Ленинградская область)
Ва́лья — деревня в Опольевском сельском поселении Кингисеппского района Ленинградской области.

## История
Впервые упоминается в Писцовой книге Водской пятины 1500 года как оброчная деревня Валья в Опольском Воздвиженском погосте в Чюди Ямского уезда.
На карте Ингерманландии А. И. Бергенгейма, составленной по шведским материалам 1676 года, она обозначена как деревня Maliaby.
На шведской «Генеральной карте провинции Ингерманландии» 1704 года — как деревня Walia.
Как деревня Валлия она обозначена на «Географическом чертеже Ижорской земли» Адриана Шонбека 1705 года.
Как деревня Валья упоминается на карте Ингерманландии А. Ростовцева 1727 года.
На карте Санкт-Петербургской губернии Я. Ф. Шмидта 1770 года — как деревня Малья .
На карте Санкт-Петербургской губернии Ф. Ф. Шуберта 1834 года обозначена как деревня Валья.

ВАЛЬЯ — деревня принадлежит графам Шуваловым, число жителей по ревизии: 57 м. п., 57 ж. п. (1838 год)

Деревня Валья обозначена на карте профессора С. С. Куторги 1852 года.

ВАЛЬИ — деревня графини Бобринской, 19 вёрст по почтовой дороге, а остальное по просёлкам, число дворов — 13, число душ — 46 м. п. (1856 год)

ВАЛЬЯ — деревня, число жителей по X-ой ревизии 1857 года: 48 м. п., 52 ж. п., всего 100 чел.

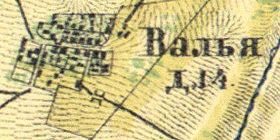
Деревня Валья на карте 1860 года

Согласно «Топографической карте частей Санкт-Петербургской и Выборгской губерний» в 1860 году деревня Валья насчитывала 14 дворов.

ВАЛЬЯ — деревня владельческая при колодце, число дворов — 15, число жителей: 57 м. п., 47 ж. п. (1862 год)

ВАЛЬЯ — деревня, по земской переписи 1882 года: семей — 21, в них 60 м. п., 54 ж. п., всего 114 чел.

ВАЛЬЯ — деревня, число хозяйств по земской переписи 1899 года — 17, число жителей: 59 м. п., 42 ж. п., всего 101 чел.;
 разряд крестьян: бывшие владельческие; народность: русская — 98 чел., эстонская — 3 чел.

В конце XIX — начале XX века деревня административно относилась к Ополицкой волости 1-го стана Ямбургского уезда Санкт-Петербургской губернии. По приходским данным население деревни было смешанным — финско-русским.
Согласно данным переписи населения СССР 1926 года в деревне Валья Гурлевского сельсовета Ястебинской волости Кингисеппского уезда проживали 88 человек, большинство русские, а также эстонцы.

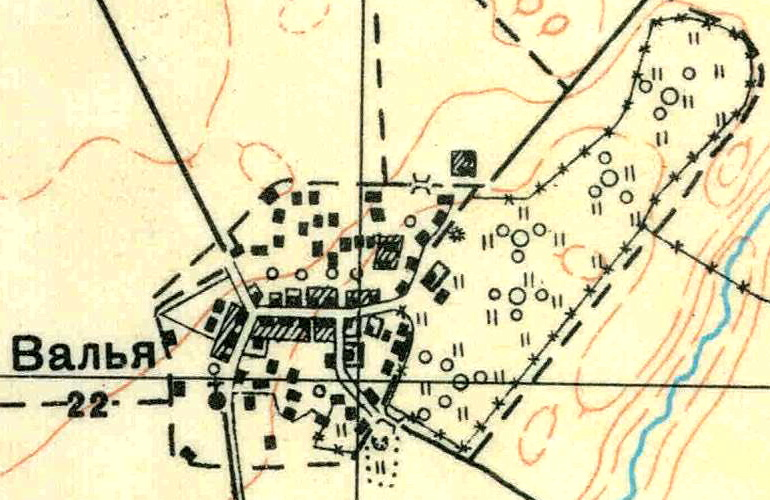
План деревни Валья. 1930 год

Согласно топографической карте 1930 года деревня насчитывала 22 двора. На западной окраине деревни находилась часовня.
По данным 1933 года деревня Валья входила в состав Гурлевского сельсовета Кингисеппского района.
Деревня была освобождена от немецко-фашистских оккупантов 30 января 1944 года.
По данным 1966, 1973 и 1990 годов деревня Валья находилась в составе Опольевского сельсовета Кингисеппского района.
В 1997 году в деревне Валья проживали 4 человека, в 2002 году — 8 человек (русские — 87 %), в 2007 году — 3.

## География
Деревня расположена в восточной части района на автодороге 41К-232 (Гурлёво — Кёрстово).
Расстояние до административного центра поселения — 7 км.
Расстояние до ближайшей железнодорожной станции Кёрстово — 12 км.

## Демография
| 1862 | 2007 | 2010 | 2017 |
| ---- | ---- | ---- | ---- |
| 104  | ↘3   | ↗8   | ↘7   |

### Национальный состав
Согласно данным Всероссийской переписи населения 2021 года в деревне проживали 8 человек, все русские.

## Улицы
Садовая.